# Jan Boquist
Jan Ivar Boquist, ursprungligen Boqvist, född 3 december 1936 i Stockholm, död 5 januari 2011, var en svensk jazzpianist, kompositör och musikarrangör. Han var bror till Per-Anders Boquist och startade tillsammans med honom Amigo Records.

## Biografi
Jan Boquist startade dixieland-bandet Whiskey Bottle Slickers 1951 på Norra Latin. Han blev medlem i Carl-Henrik Norins orkester på Nalen 1955, för att året efter engageras av Simon Brehms orkester på Bal Palais. Under några år på 1960-talet turnerade han i folkparkerna med Robert Broberg, Towa Carson, Britt Damberg, Jan Malmsjö och Ulla Sallert. När Carl-Gustaf Lindstedt och Gösta Bernhard satte upp Casinorevyn på Intima Teatern i Stockholm 1973 engagerades han dit som kapellmästare. Samarbetet med Casinorevyn ledde till att han svarade för musiken när Carl-Gustaf Lindstedt satte upp Spanska Flugan på Vasateatern 1981.
Boquist avled den 5 januari 2011 efter en lång tids sjukdom. En runa över honom publicerades i Dagens Nyheter den 13 januari samma år . 

## Filmmusik och musikarrangör
- 1975 – Kom till Casino